# 达拉斯警察局
达拉斯警察局（英語：Dallas Police Department）成立于1881年，是達拉斯市的主要执法机构。

## 组织架构
警局由局长领导，局长由达拉斯市议会委派的市长任命，市长并不由选举产生。警局的主要任务由根据地理位置划分的七个行政分局负责。每个行政分局由一名分局局长管理。每个行政分局进一步划分为片区，每个片区划分为巡逻区，他们由一名或多名制服警察驾驶警察車輛巡逻。报警电话主要由市紧急通讯呼叫中心应答的市911系统接听。各分局还有一支调查组，组内的警探负责调查该分局区域内发生的抢劫与偷竊案件。
其他犯罪由专门的调查部门负责，例如虐待兒童队、家庭暴力队、缉毒司、人身犯罪司抢劫案件组、人身犯罪司人身伤害组、人身犯罪司杀人案件组、偽造文書队和打击电脑犯罪团队。专职化的战术部门包括有一支特種武器和戰術部隊、骑警小组、警犬小组、直升机小组和拆弹小组。

## 警衔
| 警衔                                                  | 标志 |
| ----------------------------------------------------- | ---- |
| 总警监，局长（Chief）                                 |      |
| 分局总警监、行政助理局长（Executive Assistant Chief） |      |
| 助理总警监、助理局长（Assistant Chief）               |      |
| 副总警监、副局长（Deputy Chief）                      |      |
| 警监（Major）                                         |      |
| 高级警督（Captain）                                   |      |
| 警督（Lieutenant）                                    |      |
| 警司（Sergeant）                                      |      |
| 高级警员（Senior Corporal）                           |      |
| 警员（Police Officer）                                |      |

## 警员构成
根据2013年的数据，该警局三千余名雇员中共有46.2%为少数族裔。其中：
- 白人 - 53.6%
- 拉美裔 - 18.3%
- 非洲裔 - 25.2%
- 土著居民 - 0.8%
- 亚裔 - 1.8%